# مردم ویتنامی
مردم ویتنامی یا مردم کین (người Kinh) یک قومیت و ملت ساکن در جنوب شرق آسیا و بومیان کشور ویتنام هستند. آن‌ها به زبان ویتنامی که پرسخنورترین زبان آستروآسیایی است سخن می‌گویند. در سرشماری ۲۰۱۹، آن‌ها ۸۵٫۳۲٪ جمعیت ویتنام را شکل می‌دهند و رسماً به عنوان کین شناخته می‌شوند تا با سایر اقوام کشور تمیز داده شوند.

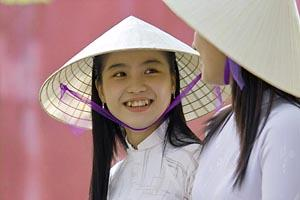
دختران ویتنامی در پوشش سنتی

اگرچه ویتنامی‌ها از نظر جغرافیایی، زبانی و ژنتیکی مرتبط با جنوب شرقی آسیا هستند، اما به دلیل حکومت تاریخی چینیان بر ویتنام، به حوزه فرهنگی چین تعلق دارند؛ بنابراین ویتنامی‌ها از نظر فرهنگی بیشتر شبیه به زیر گروه‌های هان ساکن در جنوب چین و سایر اقلیت‌های قومی جنوب چین هستند.